# Зільвія Ґераш
Зільвія Ґераш (нім. Sylvia Gerasch, 16 березня 1969) — німецька плавчиня.
Учасниця Олімпійських Ігор 2000 року.
Чемпіонка світу з водних видів спорту 1986 року.
Чемпіонка Європи з водних видів спорту 1993, 1997 років, призерка 1991, 2000 років.
Чемпіонка Європи з плавання на короткій воді 1991, 1993, 1996, 1998 років, призерка 2000 року.